# برشاوشان ديفيدي
برشاوشان ديفيدي (الاسم العلمي:Adiantum davidii) هو نوع من النباتات يتبع جنس البرشاوشان من الفصيلة الديشارية.